# François Soulage
Pour les articles homonymes, voir Soulage.
Ne doit pas être confondu avec le critique d'art François Soulages.
François Soulage, économiste français, est l'un des pères du renouveau de l'économie sociale en France,. Il a été président du Secours catholique de 2008 à 2014.
Né en 1943, François Soulage est diplômé de Sciences Po. Militant au PSU et à la CFDT dans les années 1970, puis membre du parti socialiste, il est proche de Michel Rocard. Il a enseigné l'économie à l'université de Nanterre et à HEC. Il est le frère de Bernard Soulage, ancien député européen PS. Marié, François Soulage a trois enfants, dont un fils, Vincent, conseiller municipal socialiste de Nanterre qui a été blessé par balle en tentant de maîtriser le forcené Richard Durn en mars 2002.[réf. nécessaire]

## Mandats et fonctions
- Conseiller municipal (PS) de Nanterre 1983-1995
- Conseiller technique de Michel Rocard, ministre du Plan et de l'Aménagement du territoire en 1981
- Délégué interministériel à l'Économie sociale, en 1989
- Fondateur et président de l'Institut de développement de l'économie sociale (IDES)
- Président de l'Unat (Union nationale des associations de tourisme et de plein air) de 1999 à février 2008
- Président de l'association Hubert Beuve-Méry (qui détient près de 12 % du capital du journal Le Monde)
- Président de la COOPEST (société d'investissement de l'économie sociale pour les pays de l'Europe centrale et orientale) en 2005
- Président du Comité chrétien de solidarité avec les chômeurs et précaires depuis 1997
- Président du Secours catholique de février 2008 à juin 2014[4]
- Membre du Conseil pontifical Cor unum
- Président du collectif Alerte [5],[6]
- Président de Chrétiens en Forum depuis le 19 juin 2014

## Décorations
- Officier de l'ordre national du Mérite Il est promu officier par décret du 2 mai 2017[7]. Il était chevalier du 29 mars 1991.
- Médaille d'honneur de la santé et des affaires sociales, or (2012)[8]